# 1120er
Portal Geschichte | Portal Biografien | Aktuelle Ereignisse | Jahreskalender | Tagesartikel

◄ |
11. Jh. |
12. Jahrhundert
| 13. Jh. | ►

◄ |
1090er |
1100er |
1110er |
1120er
| 1130er | 1140er | 1150er | ►

1120 |
1121 |
1122 |
1123 |
1124 |
1125 |
1126 |
1127 |
1128 |
1129

## Ereignisse
- 1122: Wormser Konkordat
- 1125: Bei der denkwürdigen Königswahl von 1125 wird  Lothar III. zum neuen deutschen König gewählt.
- 1126: Die Zweite Schlacht bei Chlumec findet statt. Der Premyslide Soběslav I. siegt dabei über seinen Kontrahenten Otto II. von Mähren, der in der Schlacht fällt. Der ihn mit einem Heer unterstützende römisch-deutsche König Lothar von Supplinburg gerät in Gefangenschaft.
- 1127: Heinrich I. zwingt den englischen Adel, seine Tochter Matilda als Erbin der Krone zu akzeptieren.
- 1127: Mit der Thronbesteigung des chinesischen Kaisers Gaozong in der neuen Hauptstadt Hangzhou beginnt die Periode der südlichen Song-Dynastie.

## Ersturkundliche Erwähnung
- 1129: Beim Konzil von Troyes wird die Unabhängigkeit des Templerordens anerkannt. Damit ist der Grundstein für den Erfolg der Templer gelegt.